# 성경박물관
성경 박물관은 미국 워싱턴 D.C.에 있는 박물관으로, 2010년 그린 가족이 설립한 비영리 단체인 성경 박물관 법인(Museum of the Bible, Inc.)이 소유하고 있다. 이 박물관은 성경의 이야기, 역사 및 영향을 다루고 있다. 2017년 11월 17일에 개관했으며, 상설 전시품 1,150점과 다른 기관 및 소장품에서 대여한 2,000점을 소장하고 있다.
박물관은 비종파적이며 "정치적이지 않고, 개종을 강요하지 않는다"고 주장하지만, 이사회 구성원들은 성경의 진실성에 관한 "신앙 선언문"에 서명한다.
개관 전년도에 박물관은 밀수된 이라크 유물과 수천 개의 점토 유물에 대한 연방 소송을 포함한 소장품 취득에 대한 질문을 받았으며, 일부 전시품의 출처에 대한 질문도 받았다. 박물관 봉헌식에는 교황 프란치스코로부터 공식적인 교황 축복이 있었고, 참석자로는 도널드 워얼 추기경, 음악가 시시 위넌스, 상원 채플린 배리 블랙, 워싱턴 D.C. 시장 뮤리얼 바우저, 이스라엘 대사 론 더머가 포함되었다.
성경 박물관은 입장료를 받는다. 박물관에는 코셔 식당인 만나와 밀크 앤 허니 카페 등 식음료 시설이 있다.

## 역사
이 박물관은 2010년 비영리 단체로 설립되었다. 박물관 건물 위치 및 디자인은 그린 가족이 워싱턴 D.C.의 내셔널 몰에서 두 블록 떨어진 워싱턴 디자인 센터였던 1923년 터미널 냉장 및 창고 회사 건물을 매입한 2012년에 발표되었다. 개관 당시 박물관의 주요 기부자는 하비 로비와 그 소유주인 그린 가족, 그리고 국립 기독교 재단이었다. 전 박물관장 캐리 서머스(Cary Summers)는 "세상을 만든 책에 대해 다시 알리고 방문객들이 스스로 결론을 내리도록 하는 것이 목표이다. ...우리는 사람들에게 무엇을 믿으라고 말하기 위해 존재하는 것이 아니다"라고 말했다. 2010년 초기 비영리 단체 설립 신청서에는 박물관의 목적이 다음과 같이 명시되어 있었다. "하나님의 살아있는 말씀을 현실로 구현하고, 보존에 대한 설득력 있는 이야기를 들려주며, 성경의 절대적인 권위와 신뢰성에 대한 확신을 고취한다."
예상 비용 4억 달러 규모의 프로젝트는 역사적으로 보호받는 구조를 현대화하고 두 개의 층과 옥상 카페 및 정원을 추가했다. 건물의 1923년 원본 붉은 벽돌, 건축 및 장식은 복원되었으며, 새로운 벽돌은 덴마크에서 수입되었다. 주요 건물은 워싱턴 D.C. 역사 보존 위원회로부터 역사적 지위를 부여받았다. 유리로 둘러싸인 옥상에서는 미국 국회의사당, 워싱턴 기념탑 및 여러 스미스소니언 박물관의 전망을 감상할 수 있다. 건설 작업은 클라크 건설이 주도했다. 건축 디자인 팀은 스미스그룹이 이끌었다.
하비 로비가 소유한 그린 컬렉션의 유물들은 성경 박물관에 기증되어 하비 로비에 세금 감면 혜택을 제공했다.
박물관은 11월 17일 금요일, 박물관 극장에서 시설을 헌정하는 비공개 행사를 통해 개관했다. 교황 프란치스코는 박물관 봉헌을 위해 공식적인 교황 축복을 보냈다. 바티칸의 국무원장 추기경인 피에트로 파롤린이 주 초에 워싱턴을 방문했으며, 그의 메시지에 따르면 교황은 "성경을 하나님의 말씀으로 숭배하는 이들이 여기서 그들의 신앙에 대한 양식을 찾을 것이며, 다른 많은 사람들은 인류의 영적 역사에서 매혹적이고 중요한 장을 접하게 될 것"이라고 언급했다.

## 전시
전시품들은 역사 속 성경의 영향에 대한 학술적 관점을 제공하고자 한다. 박물관 소장품의 전임 책임자였던 성경 학자 데이비드 트로비쉬는 새로운 소장품 취득에 대한 조언, 박물관 전시품의 줄거리 파악, 그리고 30명의 학자와 큐레이터 팀을 감독하기 위해 고용되었다. 인디애나 웨슬리안 대학교 교수 제리 패팅게일은 교육 이니셔티브 이그제큐티브 디렉터로 재직 중이다. 박물관은 외부 자문 위원회를 운영하며 유대교, 개신교, 가톨릭 및 기타 종교 및 세속 기관들과 협력한다.
박물관의 6개 층에는 각각 성경의 역사나 영향의 다른 측면을 강조하는 다양한 전시가 있다. 여기에는 각각 55,000 제곱피트 (5,100 m2) 규모의 영구 전시 층 3개가 포함된다. 1층은 고대 유물과 현대 기술을 결합하여 참가자가 성경에 몰입할 수 있도록 고안되었다. 4th Street SW의 정면 입구에는 창세기의 창조 이야기를 묘사한 부조가 있는 스테인드글라스 예술품이 있는 40피트(12미터) 높이, 2.5 tonne (2,500 kg) 무게의 청동 정문이 있다. 또한 변화하는 시각 효과와 메시지를 위한 140피트(42미터) LED 천장이 있는 웅장한 로비도 있다.
1층에서는 갈릴리 바다나 성전 산과 같은 성경 속 중요한 장소들을 가상 현실로 체험할 수 있다. 이 층에는 바티칸 박물관 및 도서관과 협력하여 전시된 유물들도 있다.
2층은 과학, 정의, 자유와 같은 분야에서 성경이 세계 문화에 미친 영향에 초점을 맞춘다. 다른 섹션은 미국 역사에서 성경의 영향에 전념한다. 또한 워싱턴 D.C.의 가장 주목할 만한 랜드마크에서 발견되는 성경적 언급들을 "비행" 투어로 볼 수 있다.
3층은 아브라함 시대부터 이스라엘 건국, 예수님의 사역, 초기 교회까지 성경의 일반적인 이야기를 보여준다. 이 층에는 또한 큰 유대 성경 섹션이 있다.

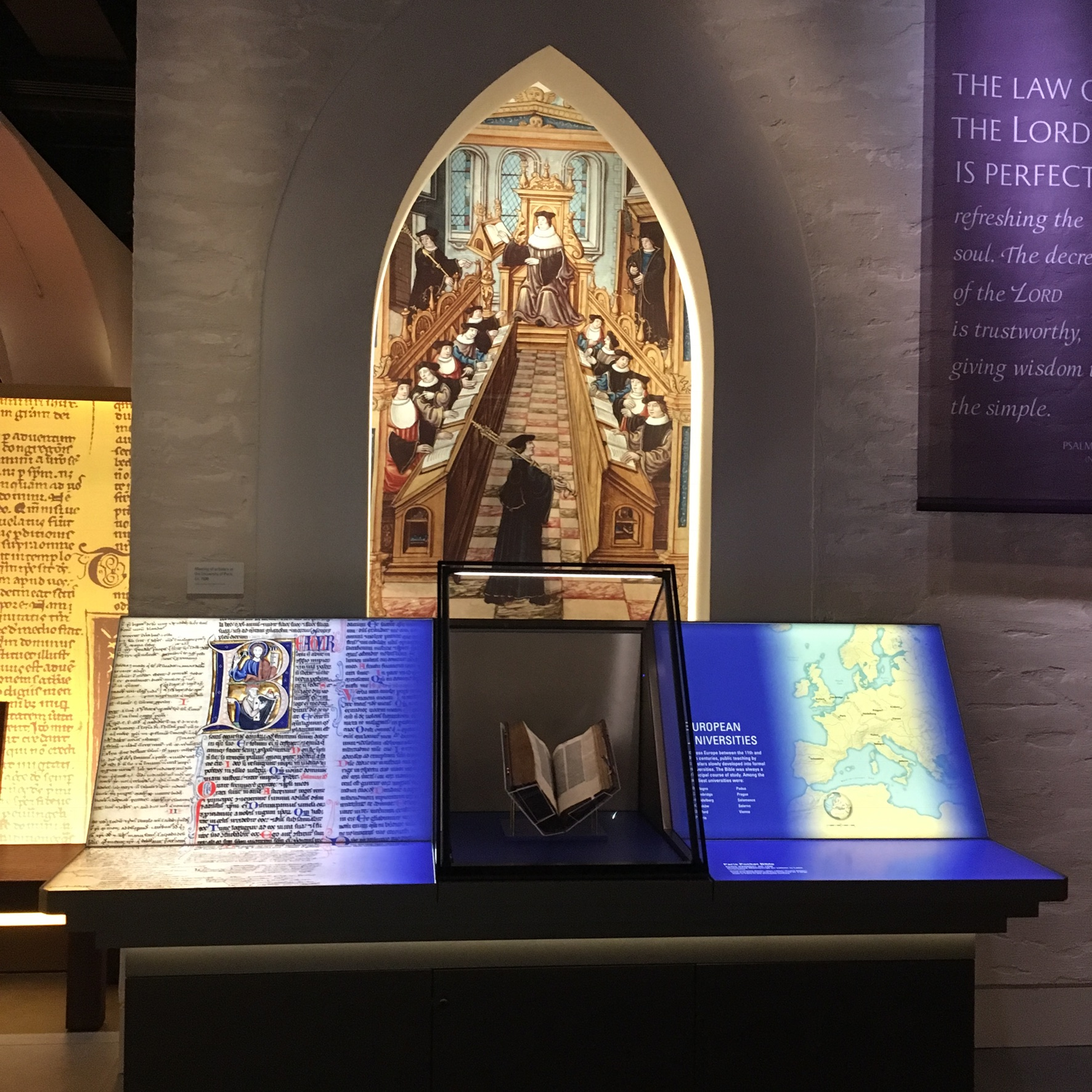
4층, 성경 역사 및 고고학

4층은 성경 역사와 고고학을 보여준다. 트로비쉬는 박물관이 "기독교 역사의 갈등을 미화하지 않고 당시 제기된 주장들을 설명할 것"이라고 말했다.
5층에는 500석 규모의 원형 극장이 있는 공연 예술 극장이 있다. 이곳에서 박물관은 학술 강의뿐만 아니라 성경과 관련된 멀티미디어 공연을 후원한다. 특히 브로드웨이 프로덕션인 Amazing Grace 투어는 박물관의 월드 스테이트 극장에서 개막했다. 5층에는 또한 이스라엘 유물 관리국이 제공하는 전시를 위한 별도의 전시 공간이 있다.
6층에는 내셔널 몰과 미국 의사당이 내려다보이는 옥상 전망대, 스테인드글라스 전시, 1,000명의 손님을 수용할 수 있는 무도회장이 있다. 박물관의 유물 연구 시설과 참고 도서관은 인근 사무실 단지 옥상에 증축된 1층 건물에 위치해 있다.
여러 박물관 파트너가 다양한 전시회의 디자인 및 레이아웃을 담당하고 있다. PRD 그룹은 성경 역사 층을 담당했다. PRD 그룹은 이전에 스미스소니언 국립 미국사 박물관 및 국립 자연사 박물관 (워싱턴 D.C.)의 전시회에 협력한 바 있다. BRC 이매지네이션 아츠는 성경 이야기 층을 개발하고 있다. 조나단 마틴 크리에이티브는 1세기 나사렛 마을을 재현했다. C&G 파트너스는 성경의 영향 층 디자인을 주도했다. C&G 파트너스의 이전 작업에는 미국 홀로코스트 기념관과 에이브러햄 링컨 대통령 도서관 및 박물관이 포함된다.
박물관은 아브라함 시대부터 신약 시대까지 40,000점 이상의 물건과 유물을 소장하고 있다. 여기에는 성경 파피루스, 토라 두루마리, 희귀 인쇄 성경, 유대 유물, 현대 기독교 및 유대 문화의 보물들이 포함된다. 박물관은 또한 이스라엘 유물 관리국과 같은 협력 기관 및 개인 소장가들이 소유한 중요한 고고학적 유물들도 전시한다. 스티브 그린은 자신의 개인 소장품에서 다른 고대 유물들을 기증했다. 추가 초기 전시품으로는 줄리아 워드 하우의 유명한 노래 "공화국의 전투 찬가"의 원본 필사본 일부와 레위기 "전국에 있는 모든 주민에게 자유를 선포하라"는 성경 구절이 새겨진 자유의 종 복제품이 있다.
박물관 옥상에는 방문객들이 성경에 언급된 다양한 식물을 볼 수 있는 성경정원이 있다.
2024년 9월, 박물관은 이스라엘 유물 관리국(IAA)과 협력하여 특별 전시회 '메기도 모자이크: 신앙의 기초'를 개설했다. 이 전시회는 2003-2005년에 이스라엘 북부에서 발견된 3세기 서기 모자이크 바닥(참조: 메기도 교회)을 특징으로 한다. 메기도 모자이크는 기독교 예배의 가장 초기 유적지 중 하나이자, 예수를 하나님으로 식별하는 가장 초기 알려진 비문으로 여겨진다.

## 필사본 소장
성경 박물관의 필사본 소장품에는 디쉬나 파피루스 중 하나(3/4세기), 워싱턴 오경(서기 1000년경), 노샘프턴 백작부인 엘리자베스 드 보훈의 시간과 시편(1330~1340년), 리프니체 성경(1421년), 위클리프파 신약성경(15세기 전반), 어린 카를 5세를 위한 기도서(1516~1519년) 등이 포함된다.

## 음식 서비스
이퀴녹스(Equinox)의 소유주이자 '유대인의 식탁'(The Jewish Table)의 저자인 토드와 엘렌 그레이 부부는 박물관 내에 '만나'(Manna)라는 165석 규모의 지중해풍 고급 레스토랑을 운영한다. 그레이 부부는 또한 박물관 내 행사들을 위한 케이터링 서비스도 제공한다. 박물관에는 좀 더 캐주얼한 점심 및 커피숍도 있으며, 이곳의 일부 음식들은 코셔 인증을 받았다.

## 평가
역사학자 켈리 개넌과 킴벌리 와그너는 이 박물관을 "미국 생활에서 성경을 대화의 중심으로 합법화하려는 욕구에 의해 완화된 복음주의적 충동의 힘에 대한 증거"라고 평가했다. 그들은 다음과 같이 결론 내렸다.
이 박물관을 훌륭하게 만드는 많은 요소가 있다. 공간 디자인은 놀랍고 잘 고안되었다. 마찬가지로, 기술의 인상적인 면은 아무리 강조해도 지나치지 않다. [...] 마지막으로, 소장품은 그 규모와 폭이 주목할 만하다. [...] 그러나 이 모든 것에도 불구하고, MOTB는 역사적, 성경적 학문, 복음주의적 영향, 그리고 현대적인 명소가 되고자 하는 욕구의 혼란스러운 융합으로 남아 있다. MOTB의 의도가 반드시 개종은 아니지만, 그 목표와 목적은 종종 표면 아래에서 격렬하게 진행되는 말없는 이념적, 신학적 싸움에 의해 가려진다. 성경 박물관을 흔드는 모든 힘 때문에, 박물관은 정체성을 잃고 복음주의 관광 명소가 될 위험이 있지만, 훨씬 더 큰 잠재력을 가지고 있다.

처음에 박물관은 원래 사명 문구로 비판을 받았다. 이 문구는 박물관의 복음주의적 목적, 즉 "성경의 절대적인 권위와 신뢰성에 대한 확신을 고취한다"는 내용을 담고 있었다. 이후 성명은 그러한 표현에서 벗어났다. 2013년에 개정된 사명 문구는 "우리는 모든 사람이 성경과 소통하도록 초대하기 위해 존재한다. 우리는 박물관 전시와 학술적 활동을 통해 성경 탐구를 초대한다"라고 되어 있다.
현재의 사명 선언문은 "성경 박물관은 모든 사람을 성경의 변혁적인 힘에 참여하도록 초대하는 글로벌하고 혁신적인 교육 기관이다"이다.
사해 문서 전문가이자 뉴욕 대학교 히브리어 및 유대인 학문 교수인 로렌스 시프만은 성경 박물관에 대해 다음과 같이 말했다.
가장 중요한 이야기는 성경의 영향이다. [...] 그것이 어떻게 함께 만들어지고, 퍼지고, 전해졌는지에 대한 내부 역사이다. 이 나라는 예술 문화의 가장 좋은 점 중 하나를 풍긴다. 개신교, 가톨릭, 유대교, 에티오피아 정교회 등 모든 종파가 여기에 있다. 박물관은 공유된 문화와 존중의 메시지를 풍긴다. 이곳에 오는 모든 사람은 그 메시지를 가지고 나갈 것이다.

성경 박물관은 많은 매력적이고 상호작용적인 요소들로 인해 필립 케니컷(Philip Kennicott)에 의해 "이 나라의 박물관들이 오락과 교육을 융합하는 방식의 새로운 기준"으로 묘사되었다. 그는 이어서 박물관이 방문객들에게 "역사, 예술, 건축, 연극, 음악"을 한데 모으는 "문화적 경험"을 만들어준다고 말했다.
성 토마스 모어 연구소 부국장이자 복음화 및 성인 신앙 교육 코디네이터인 존 크넛센은 더 가톨릭 헤럴드에 박물관 리뷰를 썼다. 크넛센은 "성경 박물관은 얄팍한 전시와는 거리가 멀고, 교양 있고 학식이 풍부하며 놀랍도록 다양하다"고 썼다.
이러한 언급과는 대조적으로, 예일 신학대학교의 성경학자 조엘 배든과 버밍엄 대학교의 칸디다 모스는 '성경 국가: 하비 로비의 미국'이라는 책을 썼는데, 박물관의 사명에 대해 우려를 표하며 "학자와 전문가들이 수십 년, 아니 수 세기 동안 성경과 그 역사에 대한 매우 다른 설명을 제공하기 위해 노력해 왔다는 사실을 인정하지 않고, 그린 가문이 말하고자 하는 이야기만을 전달하는 커리큘럼과 박물관을 홍보함으로써 대중을 오도했다"고 말했다.:186
박물관 설립자 스티브 그린과 캐리 서머스 관장과 함께 책을 쓰는 동안 오랜 시간을 보낸 후, 그들은 다음과 같이 결론 내렸다.
그것은 사실 성경 박물관이 아니라, 미국 개신교 박물관이다. 그들의 전체 목적은 이 나라를 기독교 도덕으로 다스려지는 기독교 국가로 보여주는 것이다.— 칸디다 모스

그들의 3분짜리 홍보 영상은 이 문제에 대한 매혹적인 시연이다. 적어도 절반은 성경과는 아무런 관련이 없는 미국 역사의 재연이다. – 예를 들어, 미국 독립선언 서명이나 미국 독립 전쟁 말이다. 우려는 박물관이 개신교와 미국으로 귀결되는 성경 이야기를 묘사한다는 점이다. (배든)

이와 대조적으로 조지 워싱턴 대학교 구약학 교수인 크리스토퍼 롤스톤은 박물관의 "전시 문구를 상당히 역사적으로 만들고자 하는" 노력에 만족하며, "그들이 학자들의 비판에 귀 기울일 의향이 있음을 분명히 했다"고 덧붙였다.
메시아 칼리지의 미국사 부교수이자 역사학과 학과장인 존 피아는 "이것은 그린 가문과 같은 복음주의 개신교인들이 이해하는 성경의 가르침과 기독교적 가치를 미국 정치 생활과 미국 문화 생활의 중심으로 가져오려는 시도 외에는 다른 어떤 것으로 보기도 어렵다"고 말했다. 그러나 내셔널 가톨릭 레지스터에 기고한 가톨릭 신학자 토마스 L. 맥도널드는 로마가톨릭주의와 관련하여 성경 역사에 전념한 풍부한 자료를 칭찬했다.
2012년 박물관은 바티칸에 순회 베르붐 도미니 전시회를 가져왔고, 이는 바티칸 박물관 및 바티칸 도서관과의 관계를 형성하는 데 도움이 되었다. 교황 프란치스코의 방문 기간 동안 필라델피아에서도 유사한 전시회가 열렸고, 이는 가톨릭 지도자와 언론을 사로잡기 위한 박물관의 노력을 계속 이어갔다. 그 결과 박물관 1층에 바티칸의 순회 전시를 위한 영구 공간이 마련되었다. [...] 종교 개혁 이전의 서적과 채색 필사본, 가톨릭 건축 및 예술 전시, 수도사와 수녀의 역할, 그리고 가톨릭 성인 및 학자들에 대한 논의가 모두 포함되어 있다.

디 이코노미스트의 한 블로그 기사는 성경 박물관이 개신교, 유대교, 로마 가톨릭 교회의 관점에만 초점을 맞추고 동방 정교회의 관점을 무시하며, 성경이 이슬람교에 미친 영향을 언급하지 않거나 성경이 일관된 이야기를 담고 있다고 생각하지 않는 학자들의 의견을 고려하지 않았다고 비판했다. 성서학자들은 또한 성경 박물관이 "백인 복음주의 지배를 정당화하는 성경을 표준화한다"고 비난했다.
이 박물관은 2025년 2월과 3월에 처음 방영된 BBC 라디오 4 프로그램 및 팟캐스트 '인트리그' 시리즈의 6부작 '하느님의 말씀'의 주제였다. 이 프로그램은 벤 루이스가 진행했고 파피루스학자 로베르타 마차가 출연했다.

## 논란

### 하비 로비 밀수 스캔들

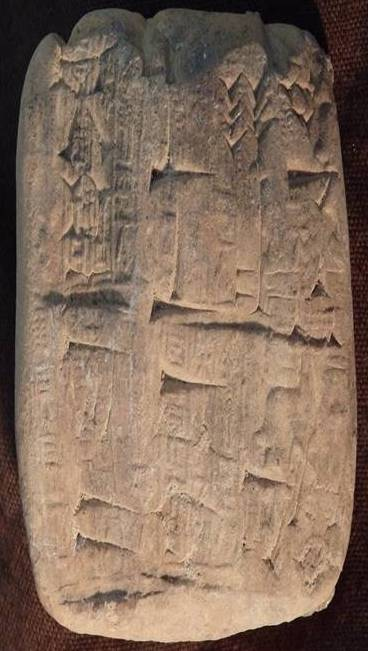
하비 로비가 밀수한 고대 쐐기 문자 점토판 중 하나

2010년과 2011년에 하비 로비가 수입한 유물들은 미국 세관 요원들에게 압수되었다. 주로 고대 이라크의 점토 불라와 쐐기 문자 점토판인 이 유물들은 일부 경우 "타일 샘플"로 신고되었다. 연방 조사는 2017년 민사 몰수 소송 "미국 대 약 450점의 고대 쐐기 문자 점토판 및 약 3,000점의 고대 점토 불라"로 절정에 달했으며, 이후 하비 로비는 5,500점 이상의 유물을 몰수하고 반환하며 300만 달러의 벌금을 지불하기로 합의했다. 해당 유물들은 이라크에서 약탈된 것으로 추정된다.
하비 로비는 의도적으로 훔친 물품의 출처를 숨기는 방법을 사용한 운반책을 사용한 것으로 밝혀졌다. 박물관은 이 유물들이 박물관 소유가 아니었으며 소장품의 일부로 의도되지 않았다는 성명을 발표했다. 2018년에 해당 물품들은 이라크로 반환되었고, 회사는 300만 달러의 벌금을 지불했다.
하트포드 신학교의 종교 사회학 학장이자 교수인 스콧 섬마는 밀수 논란 동안 하비 로비를 옹호했다. 섬마는 "우리 위대한 국립 박물관과 대학의 많은 소장품들은 하비 로비가 밀수로 벌금을 부과받은 바로 그 물건들로 가득 차 있으며, 반환하거나 보상을 지불하라는 요구를 거의 받지 않는다"고 말했다.
2019년 10월, 파피루스 프로젝트를 관리하는 비영리 단체인 영국 이집트 탐사 협회 관계자들은 옥스퍼드 학자 더크 오빈크가 "최소 11개의 고대 성경 조각을 워싱턴에 성경 박물관과 자선 단체를 운영하는 하비 로비 소유주 그린 가족에게 훔쳐 팔았다"고 주장했다. 박물관은 이 조각들을 이집트 탐사 협회와 옥스퍼드 대학교에 반환할 것이라고 밝혔다.
성경 박물관의 이사장이자 하비 로비 매장의 사장인 스티브 그린은 박물관이 1만 1천 개 이상의 유물을 이집트와 이라크로 반환할 것이라고 발표했다. 이 소장품에는 수천 개의 파피루스 조각과 고대 점토 조각이 포함되어 있다. 그린은 "나는 수집의 세계에 대해 거의 알지 못했다. ...내 실수로 인한 박물관에 대한 비판은 정당했다"고 인정했다. 맨체스터 대학교의 파피루스학자 로베르타 마차는 그린 가족이 "유물의 역사, 물질적 특성, 문화적 가치, 취약성, 문제점에 대해 전혀 알지 못한 채 합법적 및 불법적 유물 시장에 수백만 달러를 쏟아부었다"고 말했다.
이 반환품에는 1853년 이라크에서 발견된 길가메시 서사시의 일부를 포함하는 "길가메시 꿈 태블릿"이 포함된다. 이 태블릿은 2003년 요르단 유물 협회에서 골동품 딜러에게 판매되었고, 2014년 경매장에서 하비 로비에게 160만 달러에 다시 판매되었다. 경매장은 이 유물이 수십 년 동안 미국 시장에 있었다고 주장하며 유물이 시장에 어떻게 들어왔는지에 대해 거짓말을 했다. 2019년 9월, 연방 당국이 이 태블릿을 압수했고, 2020년 5월에는 이를 몰수하기 위한 민사 소송이 제기되었다. 2021년 7월 미국 법무부는 하비 로비로부터 길가메시 태블릿을 압수하여 이라크로 반환한다고 발표했다. 뉴욕 동부 지방 검찰청의 임시 검사 재클린 M. 카술리스는 "이 사무실은 문화재 불법 거래와 약탈된 유물의 밀수를 근절하는 데 전념하고 있다"고 밝혔다. 하비 로비는 유물 수집에 대한 전문가의 조언을 따르지 않아 여러 차례 압수와 벌금을 물게 되었다.

### 사해 문서 위조품
설립자 스티브 그린은 박물관 개관을 위해 사해 문서 양피지 조각들을 박물관 소장품으로 기증했다. 그러나 박물관 도록이 대중에 공개되자 여러 외부 전문가들은 박물관이 조각들의 출처를 충분히 설명하지 못했다는 우려를 표명했다. 아게르 대학교의 성경학 교수 아르스테인 유스트네스는 그 조각들이 명백한 위조품이라고 선언했다. 박물관은 이후 독일 재료 연구 및 시험 연방 연구소 (Bundesanstalt für Materialforschung und Prüfung)에 두루마리 분석을 의뢰했다. 박물관은 테스트가 아직 완료되지 않은 상태에서도 조각들을 공식 개관 시 눈에 띄게 전시했으며, 전시 문구에는 "학자들은 이 조각의 진위 여부에 대해 계속 논쟁 중이다"라고 명시했다. 2018년 박물관은 전문가 조사를 통해 사해 문서 16개 조각 중 5개가 위조품이며 박물관이 이를 전시에서 철수했다고 발표했다. 독일 연구자들에 따르면, 이 5개 조각은 "고대 기원과 일치하지 않는 특성"을 보였다. 2020년 3월, 박물관은 16개 조각 모두가 위조품임을 확인했다. 이 위조품들은 2002년 시장에 나온 약 70개의 사해 문서 조각 그룹에 속하며, 모두 위조품일 가능성이 높다.
ABC 뉴스의 박물관 개관 관련 기사에서 베로니카 스트라퀄루르시(Veronica Stracqualursi)는 조지 워싱턴 대학교 구약학 교수인 크리스토퍼 롤스톤과의 인터뷰를 인용했다. 스트라퀄루르시는 롤스톤이 "박물관이 두루마리에 대해 '솔직'하게 밝히기로 한 것에 '특히 만족한다'고 말했는데, 박물관들은 일반적으로 유물이 위조품일 가능성에 대해 솔직하지 않기 때문이다"라고 썼다.

## 갤러리
성경 박물관
- 박물관 명판 상세
- 정문
- 거리 수준 전망
- 외벽